# دهستان سارده
دهستان سارده (به لاتین: Saarde Parish) یک دهستان در استونی است که در شهرستان پارنو واقع شده‌است.

## خصوصیات
دهستان سارده ۷۰۶٫۹ کیلومترمربع مساحت و ۳۹۰۸ نفر جمعیت دارد.

## خواهرخوانده
شهر بخش هیبی خواهرخواندهٔ دهستان سارده هست.